# 내 눈에 콩깍지 (영화)
"내 눈에 콩깍지"는 2009년 11월 5일에 개봉한 대한민국·일본 합작 텔레비전 영화 작품이다.

## 등장 인물
- 이지아(왕소중 역)
- 강지환(강태풍 역)
- 송보은(비서 역)
- 황정음(은빈 역)

## 제작진
- 각본 - 오오이시 시즈카
- 연출 - 이장수

## 같이 보기
- 천국의 우편배달부
- 나의 19세